# كرتون نتورك (فرنسا)
كرتون نتورك فرنسا (بالإنجليزية: Cartoon Network France)‏
هي قناة تلفزيونية متاحة في فرنسا وسويسرا ولوكسمبورغ.تم تأسيسها في 17/9/1993
بواسطة تيرنر بوردكاستينغ سيستم يورب

## برامج القناة
| - خلف حائط الحديقة - بن 10 - بن 10: إليين فورس - بن 10: ألتيمت إليين - بن 10: أومنيفرس - كلارنكس - جوني تيست - سكوبي دوو - العرض العادي - ستيفن البطل - أبطال التايتنز | - باتمان - عالم غامبول المدهش - العم جدو - لفل أب - جوني برافو - فتيات القوة - لوني تيونز - مختبر دكستر - انا ويزل - ساموراي جاك - توم وجيري |

## تقنية HD

تم تأسيس كارتون نتورك HD في 13/5/2014 على Canalsat